# Wangen bei Olten
Wangen bei Olten is een gemeente en plaats in het Zwitserse kanton Solothurn en maakt deel uit van het district Olten.
Wangen bei Olten telt 4643 inwoners.